# Smrkovecite
La smrkovecite è un minerale appartenente al gruppo dell'atelestite.